# Selo pri Radohovi vasi
Selo pri Radohovi vasi je naselje v Občini Ivančna Gorica.